# Punct material

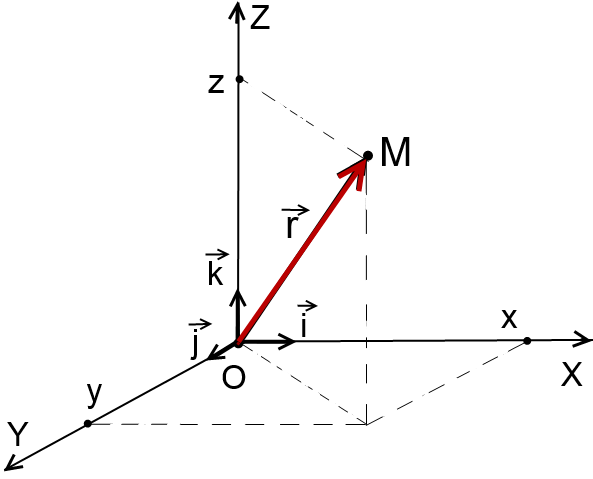
Coordonatele carteziene ale unui punct material: x, y, z.
este vectorul de poziție.

Un punct material este în fizică un model simplificat utilizat în studiul mișcării de translație a corpurilor. Acest model fizic se aplică în cazul mișcărilor mecanice simple la care dimensiunile corpului aflat în mișcare sunt neglijabile față de mărimea deplasărilor sau față de distanța la care se află alte corpuri. Modelul punctului material este cel mai simplu model care se folosește pentru studiul mișcării corpurilor. Legile mecanicii newtoniene aplicate asupra acestui model au expresiile matematice cele mai simple. Prin extensie, modelul, în anumite condiții specifice se poate aplica și în cazul unor sisteme mai complexe cum ar fi gazul ideal. Pentru studiul mișcărilor de rotație sau de translați-rotație al corpurilor rigide se utilizează modelul sistemului de puncte materiale.

## Ipotezele modelului punctului material
Există mai multe formulări ale ipotezelor modelului punctului material în funcție de nivelul de abordare al diverselor tratate de mecanică, cele mai importante atribute ale sale sunt:
- este un punct geometric în care se concentrează întreaga masă a corpului pe care îl reprezintă.
- la orice moment, aparține traiectoriei mișcării
- reprezintă vârful vectorului de poziție al corpului aflat în mișcare în orice moment al mișcării.

Diferența esențială față de un punct geometric constă în aceea că punctul material este un punct aflat în mișcare, poziția sa fiind dependentă de variabila independentă timp și de parametrii mișcării (viteză, accelerație) și este purtător de masă care este un parametru constant (nu depinde de timp sau parametrii mișcării)

## Expresiile legilor mecanicii newtoniene pentru punctul material
Poziția punctului material M este dată de vectorul de poziție:
{\displaystyle {\vec {r}}=x\cdot {\vec {i}}+y\cdot {\vec {j}}+z\cdot {\vec {k}},}
unde {\displaystyle {\vec {i}},{\vec {j}},{\vec {k}}} sunt versorii axelor de coordonate.
Modulul vectorului de poziție este:
{\displaystyle \mathbf {r} ={\sqrt {x^{2}+y^{2}+z^{2}}}.}

### În cinematică
Legea de mișcare {\displaystyle \scriptstyle \ {\vec {r}}={\vec {r}}(t)} pentru diverse tipuri de mișcări de translație se exprimă prin relațiile:
- mișcarea rectilinie uniformă:

{\displaystyle \ {\vec {r}}(t)={\vec {r}}_{0}+{\vec {v}}(t-t_{0})}
- mișcarea rectilinie uniform variată:

{\displaystyle \ {\vec {r}}(t)={\vec {r}}_{0}+{\vec {v}}_{0}(t-t_{0})+{\frac {{\vec {a}}(t-t_{0})^{2}}{2}}}
- mișcarea circulară uniformă:

{\displaystyle \ {\vec {\alpha }}(t)={\vec {\alpha }}_{0}+{\vec {\omega }}(t-t_{0})}
- mișcarea circulară uniform variată:

{\displaystyle \ {\vec {\alpha }}(t)={\vec {\alpha }}_{0}+{\vec {\omega }}_{0}(t-t_{0})+{\frac {{\vec {\epsilon }}(t-t_{0})^{2}}{2}}}